# Кинзябаево
Кинзябаево (баш. Кинйәбай) — деревня в Куюргазинском районе Башкортостана, входит в состав Кривле-Илюшкинского сельсовета.

## История
Деревню основал есаул Кинзябай Буляков, 1758 года рождения, служивший помощником юртового старшины в начале XIX века. Известны шесть его сыновей — Абдуллатиф, Абдрахим, Абдрахман, Абдулвали, Абзелил, Абдулвахит.
В 1920 году относившаяся к Куюргазинской волости Стерлитамакского кантона Башкирской АССР деревня имела 59 дворов, где жили 282 человека.

## Население
| 2002 | 2009 | 2010 |
| ---- | ---- | ---- |
| 223  | ↗239 | ↘233 |

Национальный состав
Согласно переписи 2002 года, преобладающая национальность — башкиры (99 %).

## Географическое положение
Расстояние до:
- районного центра (Ермолаево): 35 км,
- центра сельсовета (Кривле-Илюшкино): 12 км,
- ближайшей ж/д станции (Ермолаево): 35 км.

## Известные уроженцы
- Ганиева, Тамара Ахметшарифовна (род. 25 января 1951) — башкирская поэтесса, переводчик, драматург, заслуженный работник культуры РБ (1993), член Союза писателей БАССР (1986), лауреат премий Р. Гарипова (1998), имени Ф. Карима (2004)[6].
- Сахаутдинов, Венер Газизович (род. 1 января 1939) — хирург, член-корреспондент АН РБ (1995), доктор медицинских наук (1975), профессор (1975), заслуженный деятель науки РФ (1990), заслуженный деятель науки БАССР (1983), заслуженный врач РБ (1993), изобретатель СССР, отличник здравоохранения России (1991)[7].